# Kenduadih
Kenduadih é uma vila no distrito de Dhanbad, no estado indiano de Jharkhand.

## Geografia
Kenduadih está localizada a 23° 47′ N, 86° 23′ L. Tem uma altitude média de 196 metros (643 pés).

## Demografia
Segundo o censo de 2001, Kenduadih tinha uma população de 8354 habitantes. Os indivíduos do sexo masculino constituem 54% da população e os do sexo feminino 46%. Kenduadih tem uma taxa de literacia de 57%, inferior à média nacional de 59,5%: a literacia no sexo masculino é de 69% e no sexo feminino é de 43%. Em Kenduadih, 15% da população está abaixo dos 6 anos de idade.